# Bulbophyllum hamadryas
Bulbophyllum hamadryas är en orkidéart som beskrevs av Rudolf Schlechter. Bulbophyllum hamadryas ingår i släktet Bulbophyllum och familjen orkidéer. Inga underarter finns listade i Catalogue of Life.